# 森山愛里
森山 愛里（もりやま あいり、1971年6月18日 - ）は、日本の元AV女優、ストリッパー。

## 略歴・人物
1990年、『クラスメイトは若奥様 Vol.3』でAVデビュー。

## 作品

### アダルトビデオ
- クラスメイトは若奥様 Vol.3（1990年7月13日、VIP）※デビュー作
- セールスマンにご用心!（1990年、VIP）
- 愛里の寝室 ランジェリーコレクション（1990年、VIP）
- 連射一顔（1990年、ステラ）
- 淫靡ステーション（1990年、宇宙企画）
- エレベーターガール（1990年、エルザ）
- 若奥様は刺激人（1990年、ロコ）
- レイプ 恥態白書 人妻不倫騒動 第三章（1990年、HRCホームビデオ）
- 若奥様はズルムケがお好き（1990年、KUKI）
- 前戯あり性戦（1990年、KUKI）
- セクシーカーニバル in シャイ（1990年、シャイ企画）共演：朝日奈樹里・林かづき・中山美里
- 骨盤破壊 MEN'S悶悶 an-an絶叫号（1990年、新東宝）
- シークレットゾーン（1990年10月12日、ジャパンホームビデオ）
- 家庭教師 恥辱の罠（1990年11月25日、シャイ企画）
- あなたとしたい 彼氏よりもあなたが一番!（1990年12月21日、アテナ映像）
- 絶頂ムレムレ痴漢電車 愛里に来て（1990年、クリスタル映像）
- 逆ソープ天国（1991年2月1日、ジャパンホームビデオ）
- 若奥様の浮遊霊 天国にいかせて（1991年2月18日、大陸書房）
- 胸さわぎの乙女たち 第四話 若妻に群がる男達（1991年2月23日、ステラ）共演：小沢奈美
- 胸さわぎの乙女たち 第五話 三代目は女子大生（1991年3月23日、ステラ）共演：麗華
- おぢちゃんの強珍棒（1991年、アリーナ・エンターテイメント）
- チバリーヒルズのお嬢さま（1991年、ファイブスター）
- からだの芯にいとまなし（1991年、クリスタル映像）
- ボディコン誘拐物語 〜第3章〜（1991年、大洋図書）
- アブノーマルハンティング2 喪服の生贄（1992年1月17日、シネマジック）